# Jan Albrycht Lipski
Jan Albrycht Lipski herbu Łada (zm. w 1676 roku) – wojewoda rawski w 1664 roku, starosta stanisławowski w 1660 roku, starosta inowłodzki w 1642 roku, podkomorzy rawski w 1647 roku, chorąży sochaczewski w 1639 roku, dworzanin królewski i dworzanin królewicza Jana Alberta Wazy.
Był deputatem na Trybunał Skarbowy Koronny w Radomiu. Poseł sejmiku sochaczewskiego na sejm ekstraordynaryjny 1642 roku, poseł sejmiku rawskiego na sejm ekstraordynaryjny 1647 roku. Jako poseł rawski na sejm konwokacyjny 1648 roku był członkiem konfederacji generalnej zawiązanej 31 lipca 1648 roku. Poseł sejmiku rawskiego na sejm nadzwyczajny 1654 roku, sejm 1661 i sejm 1662 roku, poseł na sejm nadzwyczajny 1652 roku, sejm zwyczajny 1654 roku, sejm 1655 roku i sejm 1659 roku. Był elektorem Władysława IV Wazy, Jana II Kazimierza Wazy. Był członkiem konfederacji generalnej zawiązanej 5 listopada 1668 roku na sejmie konwokacyjnym. Był elektorem Michała Korybuta Wiśniowieckiego z województwa rawskiego w 1669 roku. Był członkiem konfederacji generalnej zawiązanej 15 stycznia 1674 roku na sejmie konwokacyjnym. W 1674 roku był elektorem Jana III Sobieskiego z województwa rawskiego.